# Bruno de Merseburg
Pour les articles homonymes, voir Bruno.
Bruno de Merseburg ou Bruno le Saxon est un moine et un chroniqueur médiéval du XIe siècle. Sa vie est peu connue, il fut un proche de l'archevêque de Magdebourg et un opposant d'Henri IV du Saint-Empire. À ce titre, son œuvre est un témoignage important pour la révolte des Saxons et la Querelle des Investitures. 